# Ermita de San Esteban (Escobedo de Camargo)
La ermita de San Esteban está situada en el barrio San Esteban en la parte alta de Escobedo, localidad perteneciente al municipio de Camargo (Cantabria, España).
La ermita poseyó un retablo que se encuentra en otra iglesia desconocida, de este retablo solo se conserva una estatua de San Esteban, titular de esta ermita. También se conserva una imagen de San Isidro Labrador que se encuentra en la iglesia parroquial de San Pedro en Escobedo de Camargo.